# Lepthyphantes patulus
Lepthyphantes patulus là một loài nhện trong họ Linyphiidae.
Loài này thuộc chi Lepthyphantes. Lepthyphantes patulus được George Hazelwood Locket miêu tả năm 1968.